# 무등산수박

무등산수박

무등산 수박 (無等山－) 은 무등산 운림골을 본산지로 하는 높은 산기슭에서 재배되는 순재래종 수박이다. 특히 이곳에서 생산되는 수박을 ‘푸랭이’라고 부르는데, 암록색의 겉빛깔에서 유래된 듯하다.
일반 수박보다 배로 커서 작은 것은 10 kg, 큰 것은 20 kg 이상이며, 다른 수박보다 더 달고 시원한 맛을 지녀 옛날에 임금에게 바치는 진상품이었다. 8월 말부터 9월 말에 걸쳐서 수확하는데, 이때가 되면 재배 농민은 상가(喪家)를 찾지 않고, 상중인 사람과 가까이 하지도 않으며, 목욕재계하고 수박밭 가운데 제단을 만들어 산신에게 제사를 지낸다는 민속이 있다. 무등산수박은 높은 지대에서 재배해야 하는 입지 조건과 무등산 일대가 국립공원으로 지정되는 바람에 재배면적이 넓지 못하여 생산량은 많지 않다.
지금은 운림골에서 벗어나 광주 북구 충효동, 금곡동, 청옥동 등 무등산 중턱에서도 생산되고 있다.

## 사진

다 익어도 씨가 까매지지 않는다.